# Slib bódhisattvy
Slib bódhisattvy je jednou z mnoha buddhistických cest, kterými se můžeme vydat, abychom dovedli sebe a ostatní ke stavu absolutního štěstí. My všichni máme schopnost a potenciál stát se velkými bódhisattvy.

## Popis slibu
Lama Ole Nydahl popisuje slib bódhisattvy jako slib stále si udržovat osvícený pohled na svět. Slib dosáhnout osvícení pro dobro všech bytostí a pracovat se silou a vytrvalostí až do té doby, než osvícení dosáhnou všechny bytosti. Přijímá se v přítomnosti bódhisattvy a opakuje se během meditací, aby posiloval motivaci.
"V tom nám však často brání nedostatek potřebných podmínek. Příčinou jsou tohoto nedostatku jsou negativní okolnosti, například podléhání rušivým emocím. Tak se v podstatě této velké cestě vzdalujeme. Neuvědomujeme si, že získat tuto drahocennou příležitost je velice těžké.
Poté, co slib složíme, dostaneme jméno bódhisattvy to je teprve první krok. Před námi leží mnohem více věcí, které je třeba udělat a zdokonalit. To, že složíme slib a dostaneme jméno, neznamená, že se z nás všech stávají buddhové a že je práce hotova. Takto smýšlet je méně inteligentní než nevědět vůbec nic. Neexistuje volná jízdenka k osvícení. Je důležité pochopit, že to je jen začátek. Když složíme slib a chápeme, jak se věci mají, musíme vynaložit maximální úsilí a pracovat na této příležitosti. V této chvíli vstupujeme na cestu bódhisattvy.
Obecně má slib bódhisattvy dva aspekty. První aspekt je přání, úmysl neboli usilování bódhisattvy. Druhý je aplikování tohoto úmyslu neboli přání. Aplikování přání znamená toto přání uskutečnit neboli zrealizovat. Slib bódhisattvy by se měl skládat až po přijetí útočiště.

## Usilování slibu bódhisattvy
Na prvním místě stojí aspekt přání neboli usilování. To znamená, že zaměříme naši mysl na cíl, na terč. A co to je? Jsou to všechny bytosti, které se vyskytují v prostoru v celé rozmanitosti forem existence ve všech světech a na všech planetách. Co charakterizuje živou bytost? Živá bytost má mysl. Její způsob existence se vyznačuje utrpením kvůli tomu, že mysl je hluboce zakořeněná v základní nevědomosti. Mysl poznamenaná základní nevědomostí produkuje jen samé rušivé emoce. Jednáme-li takto ovlivněni, nevyhnutelně hromadíme negativní karmu. Když potom karmická semínka uzrávají, přinášejí utrpení. A právě toto utrpení je základem různých druhů existence, které produkuje. Tento proces se život za životem sám utváří a formuje cyklus existencí. Tím, že máme zájem o všechny bytosti, jejich podmínky existence a jejich utrpení, rozvíjíme opravdový soucit.

## Uskutečnění osvíceného usilování
Chceme-li zrealizovat toto osvícené usilování a přání, musíme se věnovat praktikování šesti páramit, šesti osvícených vlastností. Jsou to: štědrost, etika, trpělivost, nadšené úsilí, meditace a nerozlišující moudrost. Buddha je někdo, kdo dovedl těchto šest vlastností k úplné dokonalosti a zralosti. Praktikováním těchto vlastností je možné zrealizovat plné probuzení. Buddhové praktikovali a zrealizovali tyto vlastnosti, dovedli je k dokonalosti, a tím dosáhli osvícení. Prošli nespočetnými existencemi vyrůstajícími z jejich přání opravdu pomáhat druhým. Díky tomu jejich osvícené kvality rozkvetly. Měli bychom následovat jejich příkladu a když přijímáme slib bódhisattvy, měli bychom si pomyslet: "Stejně jako buddhové minulosti, přítomnosti a budoucnosti přijali stezku praktikování šesti osvícených vlastností, šesti páramit, i já budu následovat tuto stezku."

## Disciplína slibu bódhisattvy
Slib bódhisattvy můžeme aktivovat a realizovat v souvislosti se třemi druhy disciplíny. Za prvé, omezíme naše negativní činy, které způsobují utrpení. Za druhé, hromadíme pozitivní činy, které vytvářejí pozitivní výsledky pro nás i pro ostatní. A za třetí, chováme se správně a působíme ku prospěchu druhých.
Abychom dokázali dodržovat a realizovat slib bódhisattvy, musíme se v tom cvičit. Metody jsou jasně vysvětleny v Gampopově "Ozdobném klenotu vysvobození". Pokud se plně cvičíme v těchto metodách, budujeme silnou základnu pro rozvíjení ctností a všeho pozitivního. Když tento slib neporušíme, bude samotný rozvoj automatický. I když spíme a naše mysl není pozorná, toto pozitivní dobrodiní se neustále rozvíjí. Proto se říká, že slib bódhisattvy je jako úrodná půda pro rozvoj ctnosti.